# Karoline Kaulla
Karoline Kaulla, född (hebreiska: Chaile Raphael) 1739 i Buchau am Federsee, död 18 mars 1809 i Hechingen, även känd som Madame Kaulla och "Kiefe" Auerbacher, var en tysk bankir. Hon var en så kallad "hovjude", det vill säga skattemästare, vid hovet i Württemberg. Hon var omtalad som Tysklands rikaste kvinna.  

## Biografi
Karoline Kaulla var äldsta barn av sex till den judiske skattemästaren vid hovet i Hohenzollern-Hechingen, Isak Raphael, och Rebecca von Regensburg. Hon fick en utbildning enligt upplysningens idéer och gifte sig 1757 med den Torah-lärde Kieve Auerbach. 
År 1768 omtalas hon som penningutlånare till fursten av Fürstenberg och 1770 blev hon utnämnd till Hoffaktorin, skattemästare, i hertigdömet Württemberg. År 1790 skötte Kaulla finansieringen av statens militärapparat. Hon byggde upp en stor förmögenhet. Hon samarbetade med sin bror Jacob Raphael, som hade samma ämbete i Donaueschingen. År 1797 kunde syskonen utöva politiska påtryckningar på hertigen. År 1808 mottog hon en guldkedja av kejsar Frans som utmärkelse för sin finansiering av Tysklands armé.
Karoline Kaulla medverkade till grundandet av Württembergs kungliga hovbank, som på 1920-talet blev Deutsche Bank.